# Mohamed El Amrani
Mohamed El Amrani   (Xauen, 7 d'octubre de 1992) és un emprenedor, comunicador i activista social català d'origen marroquí.
Va néixer a Xauen, però des dels tres anys (1995) viu a Roses. En 2008 va quedar finalista del premi Ficcions amb la novel·la La flor de la vida. En 2007 col·laborava a Setmanari l'Empordà, a Empordà Televisió, i al programa Anem de tarda de Ràdio 4 de Radio Nacional de España. En 2009, amb només 17 anys, va crear la Xarxa de Convivència, una plataforma social que vol revolucionar la manera d'entendre la convivència i la cohesió social i que aposta per generar nous referents entre els joves musulmans catalans. També és president de l'Associació per a la cooperació al desenvolupament AZAHARA, una entitat amb seu a Salt que impulsa una gran xarxa de ciutats, empreses i persones per a la transformació social global.
En 2013 va rebre el Premi Jove Emprenedor Social per la Universitat Europea de Madrid i la International Youth Foundation, en 2014 va rebre el Premi de la categoria social de la Fundació Princesa de Girona i en 2016 un dels Premis d'Actuació Cívica de la Fundació Lluís Carulla. També és membre dels Consells Assessors de la Càtedra de Responsabilitat Social de la Universitat de Girona, d'Adolescents.cat i de projectes contra el bullying de la Fundació Futbol Club Barcelona.